# James B. Jones
James Brooks Jones (Edgefield, 24 de septiembre de 1886-Albuquerque, 9 de agosto de 1947), apodado «Jawbone», fue un político estadounidense de Nuevo México. Se desempeñó como vicegobernador de Nuevo México desde el 1 de enero de 1943 hasta el 1 de enero de 1947.

## Primeros años
Jones nació en Edgefield, Carolina del Sur, el 23 de septiembre de 1886. Su abuelo, William B. Travis, fue el comandante del Ejército de Texas en la batalla de El Álamo. Jones vivió en Carolina del Sur hasta los 18 años, cuando se mudó a Wyoming y trabajó en un rancho de ovejas. Se alistó en el Cuerpo de Marines de los Estados Unidos en 1912 y ascendió al rango de cabo. Luego sirvió en el Ejército de los Estados Unidos desde abril de 1917 hasta abril de 1919 en la infantería y se convirtió en primer teniente. Luchó con el Ejército en la Primera Guerra Mundial. Después de la guerra, se instaló en Ratón, Nuevo México.
Jones se mudó a Albuquerque, Nuevo México, en 1920 y trabajó como vendedor ambulante para una compañía de jabón. Obtuvo el apodo de «Jawbone» de la fónetica de la pronunciación en inglés de la palabra en español «jabón» 

## Carrera política
En 1940, Jones fue candidato a vicegobernador de Nuevo México. Perdió la nominación del Partido Demócrata en las elecciones primarias ante Ceferino Quintana. Jones volvió a presentarse en 1942, y ganó la nominación, derrotando a A. K. Montgomery y a otros dos candidatos en septiembre. Luego ganó las elecciones generales. Jones cumplió dos mandatos como vicegobernador del gobernador John J. Dempsey. Se desempeñó como gobernador interino durante un total de 268 días en 21 ocasiones distintas cuando Dempsey estaba fuera del estado.
Jones se postuló para un escaño del distrito congresional at-large de Nuevo Mexico en la Cámara de Representantes de los Estados Unidos en las elecciones de 1946, pero perdió la elección.

## Vida personal
Jones se casó con Maud St. Vrain, sobrina nieta de Ceran St. Vrain, en 1913. Tuvieron cuatro hijos. Uno de sus hijos, Preston Jones, fue dramaturgo. Su otro hijo, James Jr., fue hecho prisionero durante la Segunda Guerra Mundial.
Al caer enfermo después de perder las elecciones de 1946, Jones se mudó a Hot Springs. Murió el 9 de agosto de 1947 en el Sanatorio Metodista de Albuquerque. Fue enterrado en el Cementerio Nacional de Santa Fe.